# Five Scenes from the Snow Country
Five Scenes from the Snow Country är en komposition av Hans Werner Henze för marimbasolo. Verket skrevs 1978 för den japanska slagverkaren Michiko Takahashi. Ett ordinärt framförande av stycket varar cirka 15 minuter.

## Komposition
Henze har sagt att ihållande snöfall inspirerade honom till kompositionen och tillade: "Två gånger under korta pauser i stormen gick jag in i skogen och märkte effekten av drivor och samlingen av snökristaller som glittrade i solen." När det gäller dynamik är stycket mestadels väldigt tyst, särskilt i den tredje scenen som växlar mellan pppp och pp

## Struktur
Som framgår av titeln har kompositionen fem satser:
Första scenen: Mystisk, tempo av en begravningsmarsch
Andra scenen: Väldigt snabb
Tredje scenen: Väldigt långsam,  extremt tyst, viskande
Fjärde scenen: Allegretto (med stil, ingen brådska)
Femte scenen: Andante cantabile